# Comayagüela
Comayagüela juntament amb Tegucigalpa conformen el Districte Central, creat el 30 de gener de 1937 mitjançant Decret No. 53, ambdues ciutats es van convertir en una entitat política compartint el títol de Capital d'Hondures.
Comayagüela és un diminutiu de Comayagua. Va ser poblada a mitjans del segle xvi per indígenes d'origen lenca, vinguts de diferents rumbs del país; establint-se primer com a quatre llegües al nord-oest de Tegucigalpa, a la Muntanya de Jutiapa, venint després a habitar el lloc anomenat Toncontín (ball indígena).
Comayagüela està situada al peu del turó El Picacho d'uns 1.240 msnm en una conca formada pel Riu Gran o Choluteca. Juntament amb Tegucigalpa, constitueixen la capital d'Hondures. Mentre Tegucigalpa es troba al marge dret del riu Gran o Choluteca, Comayagüela està en el sector occidental de la ciutat i propera a l'aeroport. Ambdues ciutats es localitzen en el municipi del Districte Central, seu constitucional del Govern de la República d'Hondures.
Els sectors industrials més importants de la ciutat són el comerç, la construcció, els serveis, el tèxtil, el sucre i el tabac.